# Paragvajski gvarani
Paragvajski gvarani (španjolski: guaraní paraguayo), ISO 4217: PYG je valuta Paragvaja. Dijeli se na 100 céntima.
U upotrebi je od 5. listopada 1943., kada je zamijenio paragvajski pezo. U razdoblju od 1960. do 1982. tečaj je bio vezan za američki dolar u odnosu 126 PYG za 1 USD. Danas se zbog inflacije ne koriste podjedinice, niti se izdaju kovanice centima. Kovanice u upotrebi su od 50, 100, 500 i 1000 guaraníja, a novčanice od 1000, 5000, 10000, 20000, 50000 i 100000 guaraníja. Izdaje ih Središnja banka Paragvaja.

## Vanjske poveznice
- Središnja banka Paragvaja